# شهرستان یانگ (تگزاس)
شهرستان یانگ، تگزاس (به انگلیسی: Young County, Texas) یک سکونتگاه مسکونی در ایالات متحده آمریکا است که در تگزاس واقع شده‌است.

## خصوصیات
شهرستان یانگ ۲٬۴۱۱٫۲۹ کیلومترمربع مساحت دارد.